# Oxytropis valerii
Oxytropis valerii är en ärtväxtart som beskrevs av I.T. Vassilczenko. Oxytropis valerii ingår i släktet klovedlar, och familjen ärtväxter. Inga underarter finns listade i Catalogue of Life.